# 1906年香港
|        | 香港歷史 \| 香港歷史年表                                                                                                   |
| 世紀： | 19世紀香港 \| 20世紀香港 \| 21世紀香港                                                                                     |
| 年代： | 1870年代香港 \| 1880年代香港 \| 1890年代香港 \| 1900年代香港 \| 1910年代香港 \| 1920年代香港 \| 1930年代香港               |
| 年份： | 1902年香港 \| 1903年香港 \| 1904年香港 \| 1905年香港 \| 1906年香港 \| 1907年香港 \| 1908年香港 \| 1909年香港 \| 1910年香港 |
| 紀年： | 丙午年（马年）、香港開埠65周年                                                                                             |

## 大事記
- 2月，華商簡照南兄弟集資10萬港元，設製煙廠於鵝頸橋。[1]
- 3月，九廣鐵路議定中英合辦，港府貸款100萬英鎊予兩廣總督，作為建造費。[1]
- 4月16日，孫中山從新加坡途經香港至日本。
- 5月27日，張之洞與港府簽訂贖回粵漢鐵路借款條約。
- 5月，筆架山隧道動工興建。
- 7月20日，由於雅麗氏醫院和那打素醫院合併後，病床仍出現不足情況，何福堂牧師之女兒何妙齡（何啟之胞姊、伍廷芳夫人）遂捐款並選擇於卑利士道一址興建新醫院，名為何妙齡醫院，於是日落成啟用。[1]
- 7月：
  - 葉惠伯代表康有為女兒康同璧，控告中國日報誹謗。[1]
  - 有所謂報易名東方報。
- 9月18日，一個風力強勁卻風圈細小的颱風正面襲港，釀成重大災情。雖然颱風揉躪香港時間較短，只有約兩小時，但由於香港天文台未能及時預報，懸掛黑鼓及鳴風槍時間較遲，以至港內船舶八成被毀沉沒，九成死者於海上罹難，千多具屍骸浮滿中環、灣仔、西營盤、紅磡及香港仔一帶，其餘極多海上罹難者更無法尋獲遺體，總死亡人數至今仍眾說紛紜，一般介乎4,000至15,000人之間，天文台則宣稱10,000至15,000之間，成為香港歷史上最嚴重的天災之一。至少2,983艘漁船及670艘遠洋大型輪船沉沒，所造成的船隻沉沒數量是香港所有風災中最多。香港聖公會會督霍約瑟亦死於風災。

- 9月，中國日報再次改組。
- 10月6日，聖安德烈堂落成啟用。
- 10月14日，英國貨船漢口輪停泊上環省港碼頭期間發生大火[2]，釀成111人喪生[3]。
- 10月，港府創辦工程技術訓練班。
- 11月6日，港府舉行人口調查。
- 11月7日，中國慈禧太后撥銀10萬両救濟廣東及香港風災，其中3萬両匯至英屬香港。
- 12月15日，港督彌敦因公離港，輔政司梅含理署任港督。
- 12月20日，兩廣總督周馥嚴禁香港報紙進入廣州。
- 本年：
  - 全年港府鴉片稅收達200多萬港元。[1]
  - 去年至本年，港府分別於大埔、元朗及屏山開設3間初級英文學校。
  - 港府組成《公共衛生條例》執行委員會。
  - 新界開採鐵礦，並設立磨粉廠。
  - 印度紗價大減，香港各公司股票下跌。
  - 澳洲麵粉輸入激增。
  - 安樂汽水公司創立。
  - 香港細菌學院落成。
  - 上環街市啟用。
  - 港船西南輪於西江被劫，一英籍傳教士遇難，中英共組海軍艦艇江上巡邏。
  - 政府財政收入為704萬，支出683萬。[1]
  - 總人口為328,948人，外國人佔21,560名。[1]

## 出生人物
- 5月15日－何世禮，香港何東家族成員，中華民國政治及軍事人物，陸軍二級上將。

## 逝世人物
- 9月18日，霍約瑟（54歲），香港聖公會會督，於丙午風災中罹難。
- 本年，鄭貫公（26歲），著名報人革命家，病逝。